# Турья Пасека
Ту́рья Па́сека (укр. Тур'я Пасіка) — село в Турье-Реметовской сельской общине Ужгородского района Закарпатской области Украины.
Население по переписи 2001 года составляло 1695 человек. Почтовый индекс — 89223. Телефонный код — 3145. Занимает площадь 26,71 км². Код КОАТУУ — 2123285501.

## Известные уроженцы, жители
Лаба, Борис Михайлович (1937, с. Турья Пасека — 201, Киев) — украинский хоровой дирижёр, композитор, педагог. Заслуженный артист Украинской ССР (1979). Лауреат Государственной премии АР Крым (1995).